# فینال لیگ قهرمانان اروپا ۲۰۲۰
فینال لیگ قهرمانان اروپا ۲۰۲۰ آخرین مسابقه از لیگ قهرمانان اروپا در فصل ۲۰–۲۰۱۹، شصت و پنجمین فصل از دوره مسابقات لیگ برتر فوتبال اروپا است که توسط یوفا برگزار شد و بیست و هشتمین دوره از زمان تغییر نام آن از جام قهرمانی باشگاه‌های اروپا به لیگ قهرمانان اروپا است. این بازی بین دو تیم پاری سن ژرمن و بایرن مونیخ در ورزشگاه استادیو دا لوز شهر لیسبون در کشور پرتغال و پشت درهای بسته، به تاریخ ۲۳ اوت ۲۰۲۰ برگزار شد.
این بازی در ابتدا برای تاریخ ۳۰ مه ۲۰۲۰ برنامه‌ریزی و ورزشگاه المپیک آتاترک در استانبول کشور ترکیه به عنوان میزبان بازی نهایی تعیین شده بود. در ۱۷ ژوئن ۲۰۲۰، کمیته اجرایی یوفا تصمیم گرفت تا فینال را به عنوان بخشی از یک تورنمنت هشت جانبه که به صورت تک‌حذفی برگزار شدند، به دو استادیوم در سطح شهر لیسبون منتقل کند. این مسابقه اولین فینال از مسابقات برتر اروپایی بود که یکشنبه برگزار می‌شد و اولین مسابقه از سال ۲۰۰۹ است که شنبه برگزار نمی‌شود؛ و همچنین اولین فینال از این سری مسابقات بود که پس از ماه ژوئن برگزار شد.
بایرن مونیخ به لطف گل دقیقه ۵۹ کینگزلی کومان، بازیکن سابق پاری سن ژرمن که پس از بازی به عنوان بهترین بازیکن زمین برگزیده شد، فینال را ۱–۰ به سود خود به پایان برد تا ششمین قهرمانی خود در جام باشگاه‌های اروپا و دومین سه‌گانه اروپایی خود را به‌دست‌آورد و اولین تیم در مسابقات اروپایی با رکورد ۱۰۰٪ پیروزی شود. آنها به عنوان قهرمان، در سوپر جام اروپا ۲۰۲۰، مقابل قهرمان لیگ اروپا ۲۰–۲۰۱۹، سویا قرار گرفتند و مجوز ورود به مرحلهٔ گروهی لیگ قهرمانان اروپا ۲۱–۲۰۲۰ را نیز به دست آوردند. از آنجا که قبلاً و از طریق لیگ داخلی این جواز را کسب کرده بودند، سهمیه رزرو شده طبق لیست دسترسی فصل آینده به قهرمان فدراسیونی اعطا شد که در رتبه یازدهم سهمیه‌بندی لیگ قهرمانان اروپا برای فصل ۲۱–۲۰۲۰ قرار داشت.

## تیم‌ها
در جدول زیر، فینال‌ها تا سال ۱۹۹۲ در دوره جام باشگاه‌های اروپا بودند، و از سال ۱۹۹۳ در دوره لیگ قهرمانان اروپا.
| تیم          | سابقه حضور در فینال (اعداد پررنگ نشان‌دهنده قهرمانی است)         |
| ------------ | --------------------------------------------------------------- |
| پاری سن ژرمن | ۰                                                               |
| بایرن مونیخ  | ۱۰ (۱۹۷۴، ۱۹۷۵، ۱۹۷۶، ۱۹۸۲، ۱۹۸۷، ۱۹۹۹، ۲۰۰۱، ۲۰۱۰، ۲۰۱۲، ۲۰۱۳) |

## ورزشگاه محل بازی

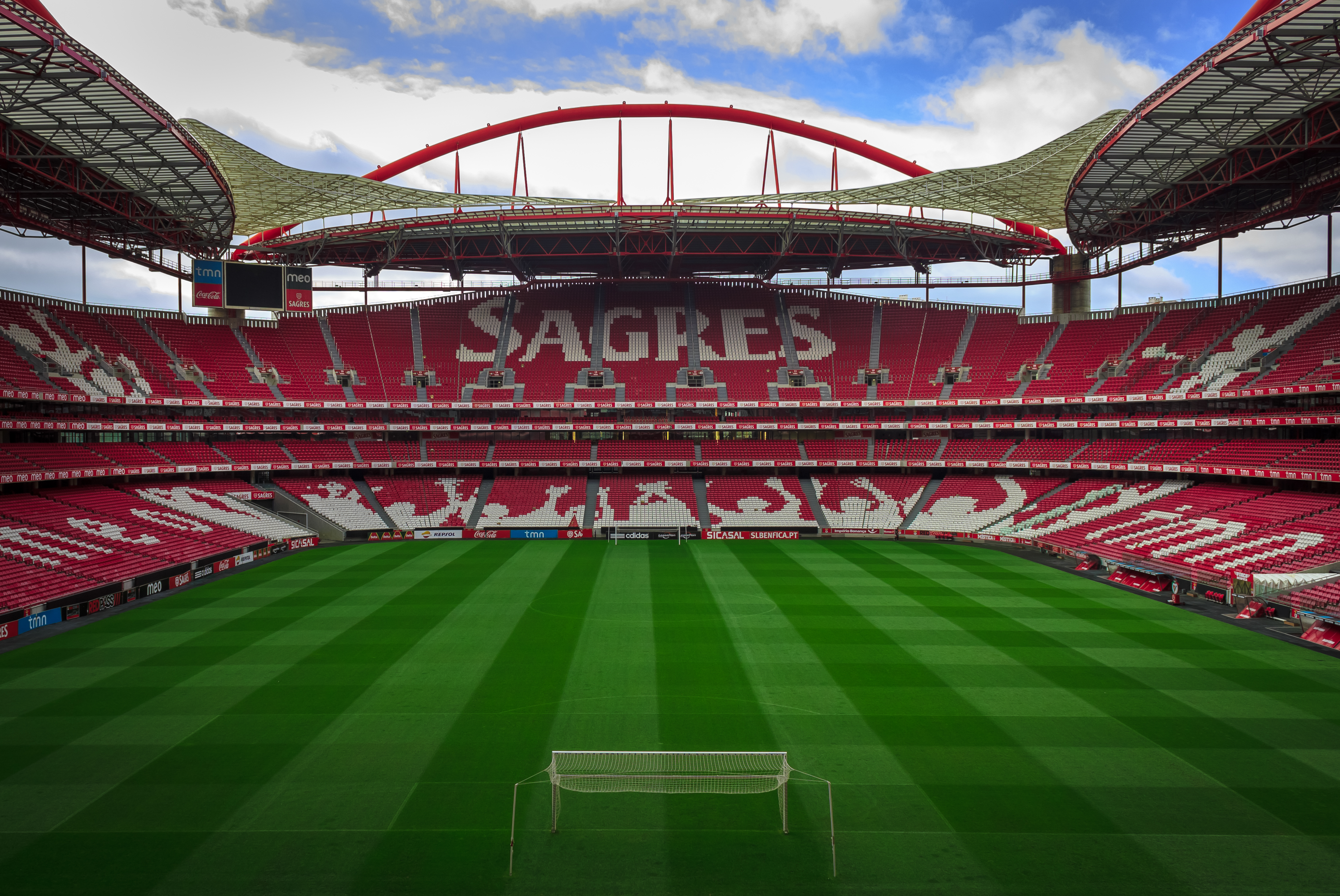
ورزشگاه دا لوز در لیسبون میزبان بازی نهایی بود.

در ابتدا مقرر شده بود تا فینال در ورزشگاه المپیک آتاترک در استانبول ترکیه، به تاریخ ۳۰ مه ۲۰۲۰ برگزار شود. با این حال، یوفا در ۲۳ مارس ۲۰۲۰ اعلام کرد که فینال به دلیل همه‌گیری ویروس کرونا به تعویق افتاده است. در ۱۷ ژوئن ۲۰۲۰، کمیته اجرایی یوفا تصمیم گرفت تا فینال را به عنوان بخشی از «تورنمنت هشت جانبه» که به شیوه تک‌حذفی برگزار می‌شود به دو استادیوم در سطح شهر لیسبون منتقل کند. این مسابقه اولین فینال جام اروپا / لیگ قهرمانان اروپا بود که یکشنبه و همچنین اولین فینالی بود که پس از ماه ژوئن برگزار شد و اولین بازی از سال ۲۰۰۹ است که شنبه برگزار نمی‌شد.
کمیته اجرایی یوفا در جلسه خود به تاریخ ۱۷ ژوئن ۲۰۲۰ استادیو دا لوز (که به‌طور رسمی به عنوان Estádio do Sport Lisboa e Benfica شناخته می‌شود) را به عنوان مکان بازی نهایی انتخاب کرد، تا این ورزشگاه برای دومین بار پذیرای فینال لیگ قهرمانان اروپا باشد. اولین بار و در سال ۲۰۱۴، زمانی که رئال مادرید با نتیجه ۴–۱ اتلتیکو مادرید را شکست داد و دهمین قهرمانی خود در لیگ قهرمانان را به دست آورد، این ورزشگاه میزبان بازی نهایی بود.
استادیوم خانگی بنفیکا از سال ۲۰۰۳، برای میزبانی پنج مسابقه از جام ملت‌های اروپا ۲۰۰۴، از جمله فینال آن رقابت‌ها، بازسازی شد. ورزشگاه دا لوز اصلی قبل از آنکه در سال ۲۰۰۳، برای ایجاد زمین جدید با ظرفیت ۶۵۰۰۰ نفر تخریب شود، میزبان فینال جام در جام اروپا ۱۹۹۲ بود، جایی که وردربرمن با نتیجه ۲–۰ موناکو را شکست داد و همچنین مکان برگزاری بازی برگشت از فینال جام یوفا ۱۹۸۳ بود، که در آن اندرلشت با تساوی ۱–۱ برابر بنفیکا جام را بالای سر برد.
شهر لیسبون در سال ۱۹۷۶ نیز فینال جام باشگاه‌های اروپا را پذیرایی کرده بود، زمانی که تیم سلتیک اسکاتلندی در ورزشگاه ملی لیسبون با نتیجه ۲–۱ اینترمیلان ایتالیا را شکست داد. پایتخت پرتغال میزبان فینال جام یوفا ۲۰۰۵ در ورزشگاه ژوزه آلوالاد، خانه رقیب محلی بنفیکا و فینالیست آن رقابت‌ها باشگاه فوتبال اسپورتینگ پرتغال نیز بود که با نتیجه ۳–۱ مقابل زسکامسکو شکست خورد.

## پیشینه
مانند فینال‌های ۲۰۱۰ و ۲۰۱۵، هر دو تیم به دنبال پیروزی بودند تا سه‌گانه اروپایی را کسب کنند.

### پاری سن ژرمن
پاری سن ژرمن (PSG) برای اولین بار به فینال جام باشگاه‌های اروپا / لیگ قهرمانان اروپا رسید و پنجمین نماینده از فرانسه و در کل ۴۱امین تیمی شد که فینالیست این رقابت‌ها می‌شود. آنها با سابقه انجام ۱۱۰ مسابقه قبلی در جام باشگاه‌های اروپا و لیگ قهرمانان وارد فینال شدند، که این بیشترین بازی برای یک تیم پیش از رسیدن به نخستین فینال بود و از رکورد ۹۰ بازی آرسنال قبل از اولین فینال‌شان در سال ۲۰۰۶ پیشی گرفتند. این مسابقه هفتمین فینال با حضور یک تیم فرانسوی و اولین بار پس از حضور موناکو در فینال ۲۰۰۴ بود. مارسی تنها باشگاه فرانسوی است که به قهرمانی این مسابقات دست یافته، که در سال ۱۹۹۳ رقم خورد. این سومین حضور پاری سن ژرمن در فینال یک رقابت اروپایی بود و پیش از این در دو فینال متوالی جام برندگان جام اروپا حضور داشت. در فینال ۱۹۹۶ مقابل راپید وین ۱–۰ به پیروزی رسید، و تلاش آنها در سال ۱۹۹۷ برای دفاع از عنوان قهرمانی با شکست ۱–۰ مقابل بارسلونا ناکام ماند. همچنین در بازی سوپر جام اروپا ۱۹۹۶، PSG به عنوان قهرمان جام در جام اروپا ۹۶–۱۹۹۵، به مصاف قهرمان لیگ قهرمانان اروپا، یوونتوس رفت که در مجموع بازی‌های رفت و برگشت ۹–۲ شکست خورد. پاریسی‌ها پس از قهرمانی در لیگ ۱، که براساس نسبت PPG به آنها تعلق گرفت، چرا که فصل ۲۰–۲۰۱۹ لیگ فرانسه به دنبال همه‌گیری کروناویروس نیمه‌تمام ماند، و قهرمانی در جام حذفی فرانسه، در تلاش بودند تا به عنوان اولین تیم فرانسوی سه‌گانه اروپایی را کسب کنند. آنها همچنین در آخرین فصل از کوپ د لا لیگ (جام اتحادیه باشگاه‌های فرانسه) و سوپرجام فرانسه به قهرمانی رسیدند، و به این ترتیب هر چهار عنوان داخلی را به دست آورده بودند، اگرچه رقابت اصلی داخلی آنها برای کسب سه‌گانه اروپایی به عنوان اولین تیم فرانسوی بود.
پاری سن ژرمن در مجموع هجده مسابقه با باشگاه‌های آلمانی در قالب رقابت‌های اروپایی داشت، که یازده برد، دو تساوی و پنج باخت حاصل این رویارویی‌ها بود. PSG در هر چهار بازی حذفی قبلی خود که در آن با حریفی از آلمان روبرو شده بود، از جمله برابر بروسیا دورتموند در مرحله یک‌هشتم و آر.بی. لایپزیش در مرحله نیمه‌نهایی، پیروز شد.

### بایرن مونیخ

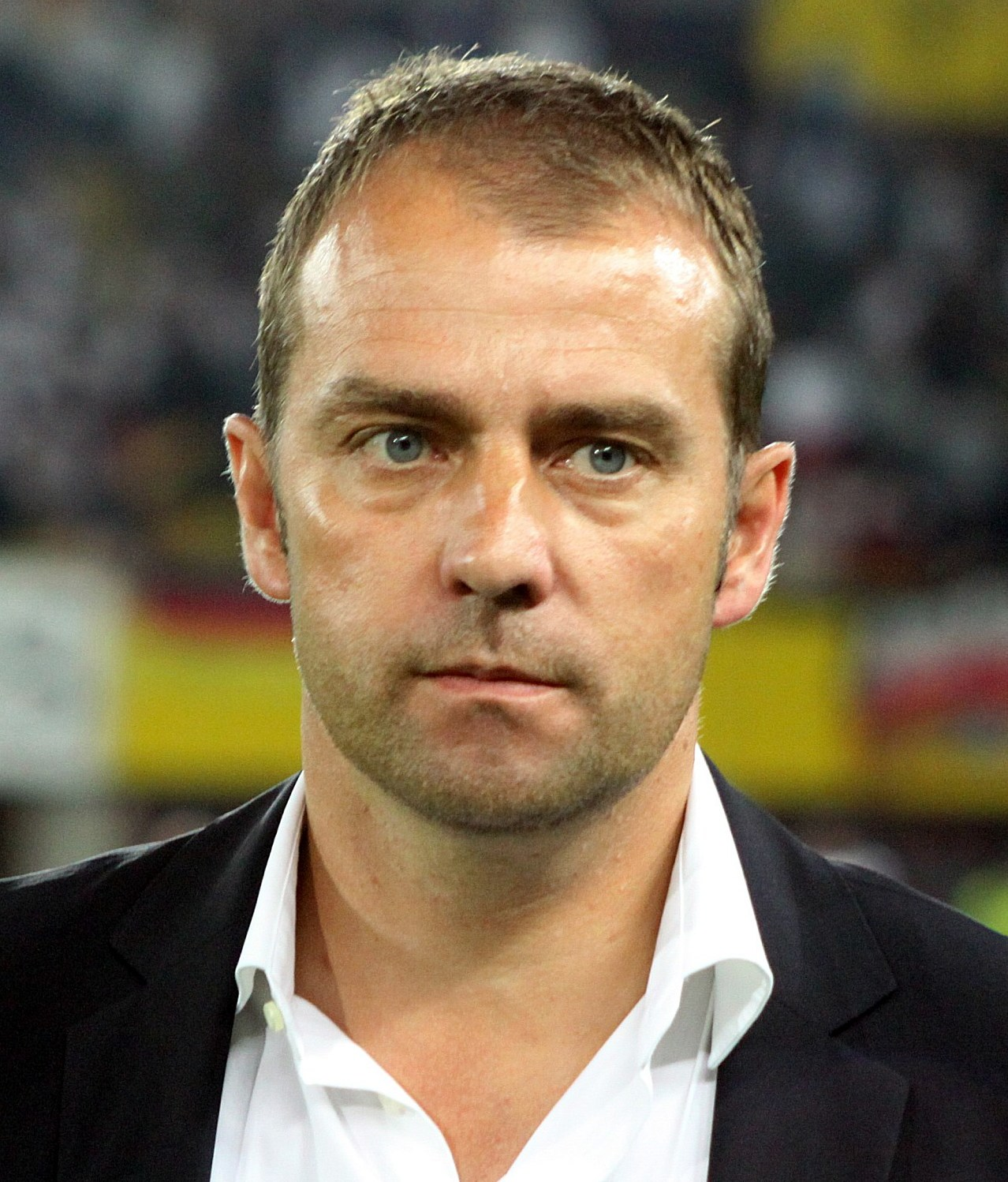
سرمربی بایرن هانسی فلیک دومین حضور خود در فینال لیگ قهرمانان را تجربه کرد. پیش از این و در فینال جام باشگاه‌های اروپا ۱۹۸۷ به عنوان بازیکن همراه با بایرن نائب قهرمانی را پس از شکست مقابل پورتو کسب کرده بود.

بایرن مونیخ به یازدهمین فینال جام باشگاه‌های اروپا / لیگ قهرمانان اروپا رسید و پشت سر ۱۶ حضور رئال مادرید، همراه با میلان در رده دوم بیشترین تعداد حضور در فینال قرار گرفت. آخرین صعود آنها به فینال، در سال ۲۰۱۳ بود که در آن بازی با پیروزی ۲–۱ مقابل تیمی دیگر از آلمان، بروسیا دورتموند، پنجمین قهرمانی خود را جشن گرفتند. بایرن مونیخ در فینال‌های قبلی خود، چهار بار دیگر و در سال‌های ۱۹۷۴، ۱۹۷۵، ۱۹۷۶ و ۲۰۰۱ پیروز بود و در ۱۹۸۲، ۱۹۸۷، ۱۹۹۹، ۲۰۱۰ و ۲۰۱۲ مغلوب شد. با احتساب دو قهرمانی در فینال جام در جام اروپا ۱۹۶۷ که با برد ۱–۰ در وقت‌های اضافه مقابل رنجرز به دست آمد و در فینال جام یوفا ۱۹۹۶ که با برتری ۵–۱ در مجموع بازی‌های رفت و برگشت برابر بوردو حاصل شد، این مسابقه سیزدهمین فینال بایرن در رقابت‌های اروپایی بود. پس از قهرمانی در بوندسلیگا و جام حذفی، بایرنی‌ها به دنبال دومین سه‌گانه تاریخ باشگاه بودند. با ورود به فینال، بایرن به ۲۰ پیروزی متوالی دست یافت و با ۲۸ برد و یک تساوی، در ۲۹ مسابقه قبلی خود، در سال ۲۰۲۰ شکست‌ناپذیر بود و با پیروزی در نیمه‌نهایی، رکورددار بیشترین برد متوالی در مسابقات و همچنین بیشترین برد از ابتدای مسابقات با ۱۰ برد شد. پس از میلان سال ۱۹۹۳، که در فینال به تنها قهرمان فرانسوی تاریخ رقابت‌ها، مارسی باخت، بایرن دومین باشگاهی است که با برد در تمام بازی‌ها وارد فینال شد و همچنین دومین باشگاه پس از تیم یادشده، میلان فصل ۹۳–۱۹۹۲ است که با رکورد پیروزی در هر شش مسابقه مرحله گروهی، به فینال صعود کرد. در ۱۰ مسابقه قبل از فینال، بایرنی‌ها ۴۲ گل به ثمر رساندند، که پس از رکورد ۴۵ گل بارسلونا در ۱۶ مسابقه از فصل ۲۰۰۰–۱۹۹۹، این بیشترین گلزنی یک تیم در این رقابت‌ها بود. با این حال، بایرن بعد از یک‌چهارم نهایی (بدون در نظر گرفتن نتیجه بازی‌های باقی‌مانده) بعد از پیروزی در بازی نیمه‌نهایی با زدن ۴٬۲ گل در هر مسابقه، رکورد جدیدی در تاریخ رقابت‌ها ثبت کرد. مهاجم بایرن، روبرت لواندوفسکی پس از رسیدن به فینال، در ۹ مسابقه ۱۵ گل به ثمر رساند و تنها کریستیانو رونالدو در طول یک فصل گلزنی بیشتری نسبت به او داشت (۱۷ گل در فصل ۱۴–۲۰۱۳ و ۱۶ گل در ۱۶–۲۰۱۵). او با رکورد گلزنی در ۹ مسابقه متوالی، پس از رونالدوی پرتغالی با گلزنی در ۱۱ بازی متوالی از فصل ۱۸–۲۰۱۷، به‌طور مشترک با رود فن نیستلروی (در فصل ۰۳–۲۰۰۲)، در جایگاه دوم ایستاد. لواندوفسکی و سرژ گنابری با ۲۴ گل ترکیبی، با پشت سر گذاشتن رکورد ۲۳ گل رونالدو و گرت بیل در لیگ قهرمانان ۱۴–۲۰۱۳، رکورددار بیشترین همکاری در گلزنی در طول یک فصل شدند. هانسی فلیک، سرمربی بایرن، پانزدهمین فردی شد که حضور در فینال لیگ قهرمانان اروپا را با هر دو عنوان بازیکن و سرمربی تجربه می‌کند. او در فینال ۱۹۸۷ به عنوان بازیکن بایرن پس از شکست مقابل پورتو نایب‌قهرمانی را کسب کرده بود.
بایرن مونیخ در ۳۴ تقابلی که با باشگاه‌های فرانسوی در رقابت‌های اروپایی داشته، ۱۹ برد، ۵ تساوی و ده باخت را به ثبت رسانده است. بایرن در هفت بازی از مرحله حذفی مقابل حریفان فرانسوی شش برد را به دست آورد که دو مسابقه از آنها رقابت فینال بود، از جمله پیروزی نیمه‌نهایی مقابل لیون برای صعود به فینال ۲۰۲۰. تنها شکست آنها، برابر سن اتین در مرحله اول جام باشگاه‌های اروپا ۷۰–۱۹۶۹ بود که در مجموع بازی‌های رفت و برگشت، ۳–۲ مغلوب این تیم فرانسوی شد.
دیدار فینال، نهمین تقابل پاری سن ژرمن و بایرن مونیخ بود که پنج پیروزی برای PSG و سه پیروزی برای بایرن را در پی داشت. تمام دیدارهای قبلی این دو تیم در مرحله گروهی لیگ قهرمانان اروپا انجام شده بود و این اولین رقابت طرفین در مرحله حذفی بود. آخرین تقابل آنها در لیگ قهرمانان، به مرحله گروهی فصل ۱۸–۲۰۱۷ برمی‌گردد که پاریس در بازی رفت و در خانه ۳–۰ پیروز شد، در حالی که بایرن در بازی برگشت برد را با نتیجه ۳–۱ برای خود رقم زد. از آنجا که دو تیم در امتیازات مساوی شدند، PSG با توجه به تفاضل گل بهتر سرگروه شد.
این مسابقه بعد از فینال سال ۱۹۷۶ بین بایرن و سن اتین، دومین فینال از جام باشگاه‌های اروپا بود که یک تیم فرانسوی و آلمانی در آن حضور داشت. به‌طور کلی، این چهارمین فینال در مسابقات اروپایی بین تیم‌های فرانسوی و آلمانی بود که در فینال جام در جام اروپا ۱۹۹۲ (بین وردربرمن و موناکو) و فینال جام یوفا ۱۹۹۶ (بین بایرن و بوردو) نیز برگزار شد که در هر سه بازی، تیم‌های آلمانی پیروز بودند. این همچنین سومین فینالی بود که در آن هر دو تیم برای کسب سه‌گانه وارد مسابقه شدند، که پیش از این در فینال ۲۰۱۰، که در آن بایرن مغلوب اینترمیلان شد و فینال ۲۰۱۵، جایی که بارسلونا یوونتوس را شکست داد نیز اتفاق افتاده بود. در فینال ۱۹۹۹ که با قهرمانی منچستر یونایتد همراه شد، هر دو فینالیست به دنبال سه‌گانه بودند، گرچه بایرن هنوز در فینال جام داخلی خود مسابقه نداده بود (که در نهایت آن را از دست داد). هر دو طرف با قهرمانی در لیگ‌های داخلی فصل گذشته به فینال رسیدند، که از فینال ۱۹۹۸ بین یوونتوس و رئال مادرید، این اولین بار بود. همچنین از سال ۱۹۹۴ برای اولین بار بود که هر دو فینالیست در لیگ داخلی خود در فصل قبل و در همان فصل رسیدن به فینال قهرمان می‌شدند. این بازی پس از فینال ۲۰۱۳ با سرمربیگری یورگن کلوپ برای بروسیا دورتموند و یوپ هاینکس برای بایرن مونیخ، دومین فینالی بود که با حضور دو سرمربی آلمانی برگزار می‌شد.

## مسیر رسیدن به فینال
نکته: در جدول زیر، نتیجه تیم فینالیست در ابتدا آمده است. (خ: خانه؛ م: مهمان؛ ب: بی‌طرف).
| رتبه | تیم          | بازی | ام |
| ---- | ------------ | ---- | -- |
| ۱    | پاری سن ژرمن | ۶    | ۱۶ |
| ۲    | رئال مادرید  | ۶    | ۱۱ |
| ۳    | کلوب بروژ    | ۶    | ۳  |
| ۴    | گالاتاسرای   | ۶    | ۲  |

| رتبه | تیم          | بازی | ام |
| ---- | ------------ | ---- | -- |
| ۱    | پاری سن ژرمن | ۶    | ۱۶ |
| ۲    | رئال مادرید  | ۶    | ۱۱ |
| ۳    | کلوب بروژ    | ۶    | ۳  |
| ۴    | گالاتاسرای   | ۶    | ۲  |

| رتبه | تیم              | بازی | ام |
| ---- | ---------------- | ---- | -- |
| ۱    | بایرن مونیخ      | ۶    | ۱۸ |
| ۲    | تاتنهام          | ۶    | ۱۰ |
| ۳    | المپیاکوس        | ۶    | ۴  |
| ۴    | ستاره سرخ بلگراد | ۶    | ۳  |

| رتبه | تیم              | بازی | ام |
| ---- | ---------------- | ---- | -- |
| ۱    | بایرن مونیخ      | ۶    | ۱۸ |
| ۲    | تاتنهام          | ۶    | ۱۰ |
| ۳    | المپیاکوس        | ۶    | ۴  |
| ۴    | ستاره سرخ بلگراد | ۶    | ۳  |

### پاری سن ژرمن

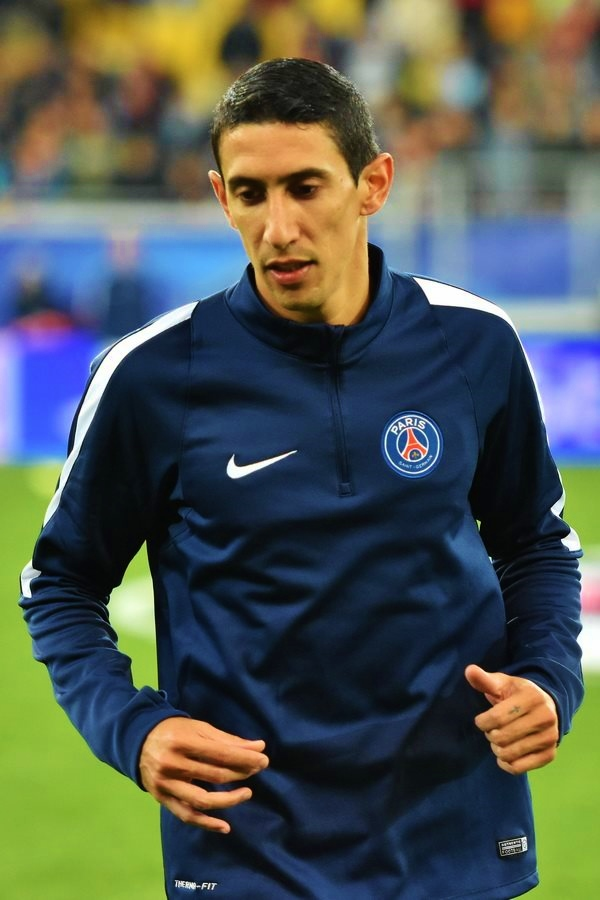
آنخل دی ماریا از پاری سن ژرمن با شش پاس گل به‌طور مشترک با لواندوفسکی بیشترین تعداد پاس گل را در رقابت‌ها داشت.

پاری سن ژرمن با قهرمانی در لیگ ۱ در فصل ۱۹–۲۰۱۸، که ششمین عنوان قهرمانی در طی هفت فصل و به‌طور کلی هشتمین قهرمانی آنها در فرانسه بود، راهی مرحله گروهی لیگ قهرمانان شد. قرعه آنها در مرحله گروهی، در کنار رئال مادرید اسپانیا، رکورددار قهرمانی در لیگ قهرمانان و همچنین گالاتاسرای ترکیه و کلوب بروژ بلژیک، در گروه A افتاد.
در بازی افتتاحیه مرحله گروهی، پاریسی‌ها در پارک دو پرنس به مصاف رئال مادرید رفتند که دو گل آنخل دی ماریا، بازیکن سابق مادرید، در نیمه اول و تک گل توما مونیه در وقت‌های اضافه از نیمه دوم، نتیجه ۳–۰ را برای پاری سن ژرمن رقم زد. در روز دوم از مرحله گروهی، PSG با تک گل دقیقه ۵۲ مائورو ایکاردی در ورزشگاه ترک تلکام، مقابل گالاتاسرای به پیروزی ۱–۰ دست یافت. پاری سن ژرمن با شکست ۵–۰ کلوب بروژ در ورزشگاه یان برایدل، با دو گل ایکاردی و هت تریک کیلین امباپه، شروع بی‌نقص خود در این رقابت‌ها را ادامه داد. در دیدار خانگی مقابل بروژ، ایکاردی تک گل PSG را در مسیر پیروزی ۱–۰ به ثمر رساند تا صعود پاریسی‌ها را به مرحله حذفی قطعی کند. در روز پنجم از جدول رقابت‌ها، و در سانتیاگو برنابئو، باخت دو بر صفر مقابل رئال مادرید را با گل‌های دیرهنگام امباپه و پابلو سارابیا، به تساوی ۲–۲ کشاندند تا به این ترتیب دو گل کریم بنزما بی‌اثر شود. پاری سن ژرمن در دیدار نهایی خود و در خانه شکست سنگین ۵–۰ را به گالاتاسرای تحمیل کرد تا مرحله گروهی را بدون شکست و با تنها دو گل خورده به پایان برساند.
در مرحله یک‌هشتم نهایی، پاری سن ژرمن به مصاف باشگاه آلمانی بروسیا دورتموند رفت که در بازی رفت و در ورزشگاه وستفالن، با نتیجه ۲ بر ۱ شکست خورد و نیمار تک گل پاریسی‌ها را بین دو گل ارلینگ هالند به ثمر رساند. بازی برگشت این دو تیم یکی از آخرین بازی‌های اروپایی قبل از تعلیق مسابقات به دلیل همه‌گیری کروناویروس بود که در ۱۱ مارس ۲۰۲۰ پشت درهای بسته برگزار شد. PSG با گل‌های نیمه اول نیمار و خوان برنات، ۲–۰ در این مسابقه و در مجموع بازی‌های رفت و برگشت ۳–۲ پیروز شد تا اولین حضور آنها در مرحله یک‌چهارم نهایی پس از فصل ۱۶–۲۰۱۵ حاصل شود.
در مرحله یک‌چهارم نهایی قرعه آنها به آتالانتا ایتالیا افتاد که اولین حضورشان را در لیگ قهرمانان تجربه می‌کردند. این بازی به صورت تک حذفی و در ۱۲ اوت ۲۰۲۰ در ورزشگاه بی‌طرف استادیو دا لوز انجام شد. در نیمه اول آتالانتا با گل ماریو پاشالیچ پیش افتاد. تلاش پاریسی‌ها در نیمه دوم برای رسیدن به گل تساوی در دقیقه ۹۰ با گل مارکینیوس به ثمر نشست و سه دقیقه پس از آن بازیکن تعویضی، اریک ماکسیم چوپو-موتینگ گل پیروزی‌بخش را برای پاری سن ژرمن به ارمغان آورد. پاری سن ژرمن پس از فصل ۹۵–۱۹۹۴ برای دومین بار در تاریخ خود به مرحله نیمه‌نهایی لیگ قهرمانان صعود کرد.
در مرحله نیمه‌نهایی، پاری سن ژرمن به مصاف آر.بی. لایپزیش از آلمان رفت که پس از فصل دوم حضورشان در این رقابت‌ها، برای نخستین بار به مرحله حذفی لیگ قهرمانان راه یافته بودند. در استادیو دا لوز و در نیمه اول مارکوینوس و دی ماریا، و ۱۱ دقیقه پس از نیمه دوم برنات گلزنی کردند تا PSG با پیروزی ۳–۰، اولین حضور خود در فینال لیگ قهرمانان را تجربه کند.

### بایرن مونیخ

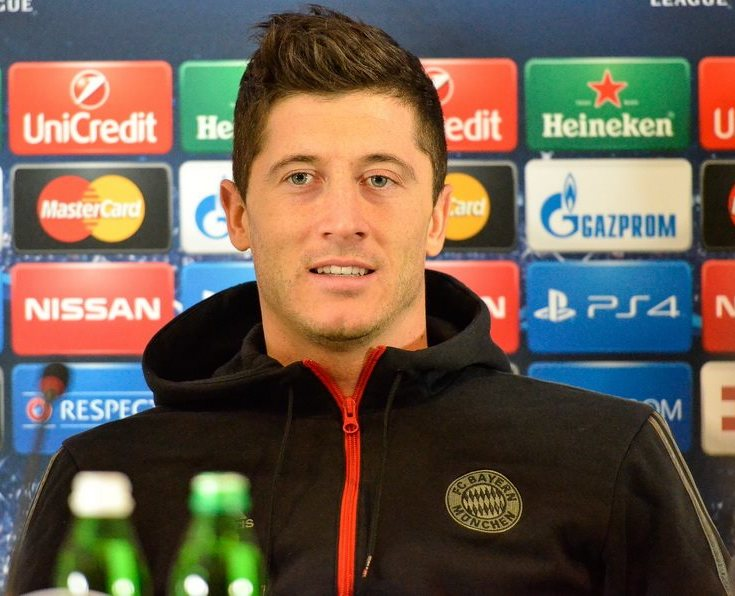
مهاجم بایرن روبرت لواندوفسکی با ۱۵ گل و ۶ پاس گل، بهترین گلزن و به‌طور مشترک بهترین پاسور مسابقات شد.

بایرن مونیخ با قهرمانی در بوندسلیگا ۱۹–۲۰۱۸، که هفتمین قهرمانی متوالی و بیست و نهمین عنوان قهرمانی آنها در آلمان بود، مستقیماً به مرحله گروهی لیگ قهرمانان راه یافت. در گروه B، آنها در کنار تاتنهام انگلیس، نایب قهرمان دوره قبلی لیگ قهرمانان و همچنین المپیاکوس یونان و ستاره سرخ بلگراد از صربستان هم‌گروه شدند. بایرن فصل خود را با سرمربیگری نیکو کواچ کروات آغاز کرد.
در اولین مسابقه و در خانه خود، آلیانز آرنا بایرن به مصاف ستاره سرخ بلگراد رفت و با گل‌های کینگزلی کومان، روبرت لواندوفسکی و توماس مولر ۳–۰ پیروز شد. بایرن در دومین بازی مرحله گروهی، در ورزشگاه تاتنهام هاتسپر، با گل یزوا کیمیش، دو گل لواندوفسکی و چهار گل از سرژ گنابری، تاتنهام را ۷–۲ درهم شکست. این نتیجه سنگین‌ترین باخت خانگی برای یک باشگاه انگلیسی در مسابقات اروپایی بود. در روز سوم از رقابت‌ها بایرن در ورزشگاه کارایسکاکیس به مصاف المپیاکوس رفت و در نهایت باخت دقایق ابتدایی را به برد ۳–۲ مبدل کرد. دو گل از لواندوفسکی و به دنبال آن گل کورنتا تولیسو سرگروهی بایرن را در گروه تثبیت کرد. یوسف العربی و گیلرمه دو گل طرف یونانی را به ثمر رساندند.
با این حال، باخت ۵–۱ بایرن به آینتراخت فرانکفورت در بوندسلیگا در ۲ نوامبر، سبب اخراج نیکو کواچ در روز بعد شد و دستیار سابقش هانسی فلیک به‌طور موقت جایگزین او شد. فلیک در نخستین تجربه سرمربیگری بر روی نیمکت بایرن سه روز پس از قبول مسئولیت، با نتیجه ۲–۰ در بازی برگشت مقابل المپیاکوس و با گل‌های نیمه دوم لواندوفسکی و ایوان پریشیچ پیروز شد و سهمیه مرحله حذفی را به‌دست‌آورد. در ۲۶ نوامبر، بایرن مونیخ با پیروزی ۶–۰ مقابل ستاره سرخ بلگراد در استادیوم ستاره سرخ، سرگروهی را در گروه B فتح کرد. لواندوفسکی در فاصله گل‌های دقایق ابتدایی لئون گورتزکا و پایانی تولیسو چهار بار گلزنی کرد. در دیدار نهایی مرحله گروهی، گل‌های کومان، مولر و فیلیپ کوتینیو بایرن را به پیروزی ۳–۱ خانگی مقابل تاتنهام هاتسپر رساند تا مرحله گروهی را با یک نتیجه عالی به پایان برسانند. رایان سسنیون تنها گل را برای تیم مهمان به ثمر رساند. این هفتمین بار بود که یک تیم مرحله گروهی را با شش برد به پایان می‌رساند و بایرن ششمین باشگاهی بود که موفق به این کار شده است. پس از عملکرد موفقیت‌آمیز به عنوان سرمربی موقت، بایرن در ۲۲ دسامبر اعلام کرد که فلیک تا پایان فصل در سمت خود باقی خواهد ماند.
قرعه بایرن در مرحله یک‌هشتم نهایی به نام چلسی انگلیس افتاد تا نخستین بار پس از فینال ۲۰۱۲، در لیگ قهرمانان به مصاف هم بروند. در بازی رفت و در استمفوردبریج، بایرن با دو گل از گنابری و در ادامه تک گل لواندوفسکی از روی پاس آلفونسو دیویس به پیروزی ۳–۰ به رسید. مدافع چلسی مارکوس آلونسو در اواخر بازی اخراج شد. این سنگین‌ترین باخت خانگی چلسی در رقابت‌های اروپایی بود. پس از مسابقه، کارل هاینس رومنیگه، رئیس بایرن، پیشنهاد کرد تا فلیک برای همیشه به عنوان سرمربی باقی بماند. . در ۳ آوریل، فلیک قرارداد جدیدی با این باشگاه تا سال ۲۰۲۳ امضا کرد. به دلیل تعلیق مسابقات در پی همه‌گیری ویروس کرونا، بازی برگشت از ۱۸ مارس تا ۸ اوت ۲۰۲۰ به تعویق افتاد و در ورزشگاه خالی از تماشاگر آلیانز آرنا برگزار شد. بایرن با دو گل لواندوفسکی و گل‌های پریشیچ و تولیسو، ۴–۱ بازی برگشت را نیز برد و با پیروزی ۷–۱ در مجموع راهی مرحله یک‌چهارم شد. تمی آبراهام تنها گل تیم میهمان را به ثمر رساند. این نتیجه سنگین‌ترین شکست چلسی در یک بازی رفت و برگشتی اروپایی بود.
در نتیجه قرعه‌کشی، بایرن در مرحله یک‌چهارم نهایی به مصاف بارسلونا از اسپانیا رفت. این مسابقه که در استادیو دا لوز برگزار شد، با پیروزی ۸–۲ بایرن مونیخ به پایان رسید. پریشیچ، گنابری، کیمیش و لواندوفسکی هرکدام یک گل و مولر و کوتینیو هریک دو گل به ثمر رساندند. گل‌به‌خودی زودهنگام داوید آلابا، و گل سوارز در دقیقه ۵۷، دو گل بارسلونا در این بازی بود. برای بایرن مونیخ، این نتیجه بیشترین گل‌زنی این تیم در یک مسابقه در دوران لیگ قهرمانان بود، و دومین در کل تاریخ رقابت‌ها پس از ۹ گل زده مقابل اومانیا در جام اروپا ۷۴–۱۹۷۳ بود. این اولین باری بود که بارسلونا شش گل یا بیشتر در رقابت‌های اروپایی دریافت می‌کرد و نخستین بار بود که در نیمه اول یک مسابقه از لیگ قهرمانان چهار گل دریافت می‌کردند. از سال ۱۹۵۱، زمانی که در لالیگا ۰–۶ مقابل اسپانیول شکست خوردند این نتیجه سنگین‌ترین شکست بارسلونا بود و از سال ۱۹۴۶، زمانی که ۰–۸ به سویا در جام حذفی آن فصل باختند، نخستین بار بود که هشت گل دریافت می‌کردند.
بایرن در نیمه‌نهایی این رقابت‌ها در ورزشگاه ژوزه آلوالاد با تیم لیون از فرانسه دیدار کرد، که تکرار مرحله نیمه‌نهایی فصل ۲۰۱۰–۲۰۰۹ بود. بایرن با دو گل از گنابری و گل دیرهنگام لواندوفسکی با نتیجه ۳–۰ پیروز شد تا برای اولین‌بار پس از سال ۲۰۱۳ به فینال لیگ قهرمانان صعود کند.

## پیش–بازی

پوستر اصلی فینال رقابت‌ها.

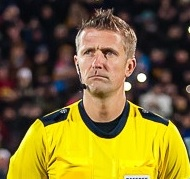
دنیله اورساتو ایتالیایی قضاوت فینال را به عهده داشت.

### نشان
نشان اصلی فینال لیگ قهرمانان اروپا ۲۰۲۰ در قرعه‌کشی مرحله گروهی به تاریخ ۲۹ اوت ۲۰۱۹ رونمایی شد.

### سفیر
سفیر فینال اصلی استانبول، حمید آلتینتوپ، ملی‌پوش سابق ترکیه بود، که در لیگ قهرمانان اروپا ۱۰–۲۰۰۹ عنوان نایب‌قهرمانی را با بایرن مونیخ کسب کرد و همچنین در جام‌های اینترتوتو ۲۰۰۳ و ۲۰۰۴ با شالکه ۰۴ به قهرمانی رسیده بود.

### تیم داوری
در ۲۰ اوت ۲۰۲۰، یوفا از دنیله اورساتو ایتالیایی به عنوان داور فینال نام برد. اورساتو از سال ۲۰۱۰ داور فیفا بود و پیش از این در فینال لیگ اروپا ۲۰۱۹ داور چهارم بود. وی همچنین در فینال جام جهانی ۲۰۱۸ روسیه دستیار کمک داور ویدیوئی بود و به عنوان یک کمک داور اضافی در یورو ۲۰۱۶ و کمک داور ویدیوئی در جام جهانی ۲۰۱۸ حضور داشت. چهار هموطن او، لورنزو مانگانلی و الساندرو جیالاتینی به عنوان کمک داوران، ماسیمیلیانو ایراتی به عنوان کمک داور ویدیویی و مارکو گویدا به عنوان دستیار کمک داور ویدیوئی به او پیوستند. داور چهارم اوویدیو هاتگان از رومانی بود، و روبرتو دیاز پرز دل پالومار و آلخاندرو هرناندز هرناندز هر دو از اسپانیا، به ترتیب به عنوان کمک داور ویدیوئی آفساید و پشتیبان کمک داور ویدئویی انتخاب شدند.

### ترکیب تیم‌ها
هر تیم پس از نیمه‌نهایی یک تغییر در ترکیب اصلی خود ایجاد کرد. پس از رهایی از مصدومیت، کیلور ناواس دروازه‌بان انتخابی پاری سن ژرمن به جای سرخیو ریکو برای ترکیب اولیه بود. سرمربی بایرن مونیخ، هانسی فلیک تصمیم گرفت در پست وینگ چپ، کینگزلی کومان پاریسی را جایگزین ایوان پریشیچ کند، که در سه مسابقه قبلی لیگ قهرمانان جزء ترکیب اصلی بود. ژروم بواتنگ، مدافع میانی بایرن نیز که در نیمه‌نهایی به دنبال مصدومیت جزئی مجبور به تعویض در بین دو نیمه شد، آماده بازی بود.

## بازی

### خلاصه بازی

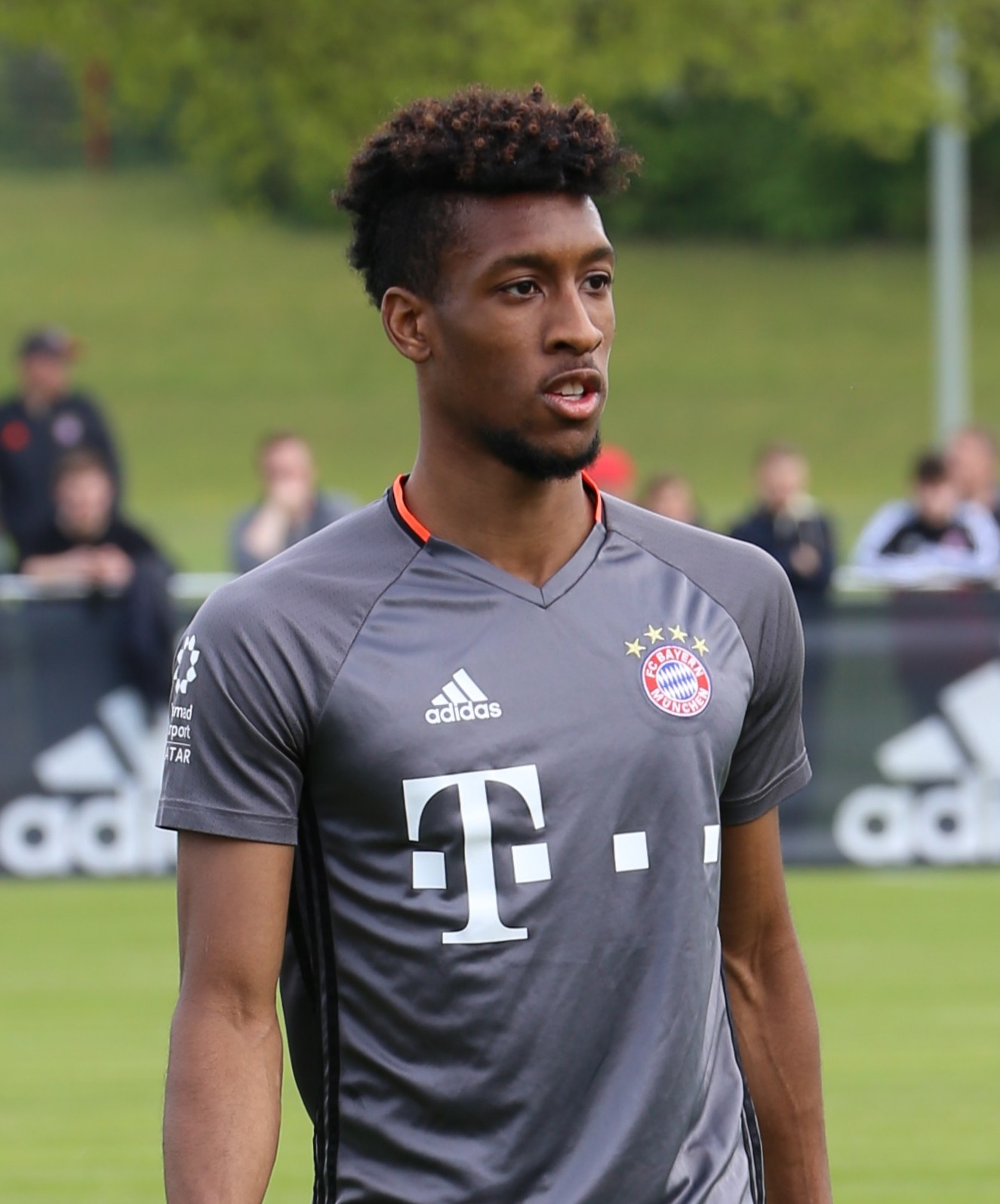
وینگر بایرن کینگزلی کومان تنها گل بازی را در دقیقه ۵۹ به ثمر رساند.

پاری سن ژرمن آغازگر بازی بود، اما بایرن مونیخ با چند حمله در دقایق ابتدایی بازی را در دست گرفت، تا اینکه پاریسی‌ها بعد از ۱۰ دقیقه نخست به بازی بازگشتند. در دقیقه ۱۸، PSG اولین موقعیت آشکار خود را به دست آورد، زمانی که پاس کیلین امباپه در سمت چپ محوطه جریمه نیمار را راه انداخت، اما دو ضربه متوالی او توسط مانوئل نویر، دروازه‌بان بایرن مهار شدند. در دقیقه ۲۲، روبرت لواندوفسکی، مهاجم بایرن، توپ را در میانه محوطه جریمه دریافت و با یک چرخش زیبا آن را راهی دروازه کرد که پس از اصابت به تیر چپ دروازه دور شد و دوباره به بازی برگشت. دو دقیقه بعد، آنخل دی ماریا پس از یک به دویی که با آندر هررا داشت، خود را در فضای جلوی دروازه یافت اما شلیک او بالای دروازه نویر را نشانه رفت. در طی این صحنه، مدافع بایرن ژروم بواتنگ دچار آسیب‌دیدگی شد و به اجبار جای خود را به نیکلاس زوله داد. در دقیقه ۲۹ شوت هررا از پشت محوطه جریمه پس از برخورد به مدافع بایرن لئون گورتزکا منحرف و از کنار دروازه بایرن راهی کرنر شد. ضربه سر لواندوفسکی در دقیقه ۳۱ توسط کیلور ناواس دروازه‌بان PSG مهار شد. در دقیقه ۴۵، پاس اشتباه داوید آلابا در خط دفاع بایرن به امباپه رسید، و ضربه او پس از یک به دویی که با هررا داشت، در دستان نویر آرام گرفت. در دقیقه نخست از وقت‌های اضافه نیمه اول و در محوطه جریمه پاری سن ژرمن، فشاری که تیلو کرر مدافع این تیم از ناحیه بازو بر روی کینگزلی کومان وارد کرد سبب شد تا مهاجم بایرن در نزدیکی خط محوطه شش قدم به زمین بیفتد با این حال، داور بازی دنیله اورساتو خطایی تشخیص نداد و با سوت خود پایان بازی در نیمه اول را اعلام کرد.
در در دقیقه ۵۹ از نیمه دوم بایرن با ضربه سر کومان، تربیت‌شده آکادمی PSG، تنها گل بازی را به ثمر رساند. توماس مولر پاس ارسالی سرژ گنابری را با یک ضربه رو به عقب به یزوا کیمیش، مدافع راست بایرن، در پشت محوطه جریمه سپرد. کیمیش توپ را از سمت راست با یک پاس بلند برای کومان فرستاد که بدون مراقب در کنار تیرک سمت چپ دروازه پاریسی‌ها ایستاده بود، و ضربه سر او دور از دستان ناواس، به گوشه سمت راست دروازه نشست. بعد از این گل، بایرن به سرعت موقعیت‌های دیگری را نیز ایجاد کرد، اما نتوانست از آنها استفاده کند. در دقایق بعد، بایرن حالت دفاعی به خود گرفت. در دقیقه ۷۰ پاس آنخل دی ماریا از جناح چپ در محوطه جریمه به مارکینیوس رسید که ضربه او را نویر با پای خود دفع کرد. سه دقیقه پس از آن، امباپه در محوطه جریمه بایرن، با ضربه کیمیش به پشت پایش زمین‌خورد، اما اورساتو، تصمیمی برای پنالتی نگرفت. آخرین موقعیت جدی این مسابقه در وقت‌های اضافه رخ داد، زمانی که امباپه از سمت چپ زمین فرار کرد و با رسیدن به پشت محوطه جریمه، پاس خود را به نیمار در سمت چپ محوطه جریمه بایرن رساند، که او نیز با هوشیاری چرخید تا توپ را برای اریک ماکسیم چوپو موتینگ در مقابل دروازه بایرن بفرستد، اما این بازیکن تعویضی نتوانست از موقعیت بهره ببرد. دقایقی بعد، این مسابقه با برتری ۱–۰ بایرن به پایان رسید و دومین سه‌گانه اروپایی آنها را تثبیت کرد.

### جزئیات
تیم «میزبان» با قرعه‌کشی اضافی که در ۱۰ ژوئیه سال ۲۰۲۰ برگزار شد (پس از قرعه‌کشی مرحله یک‌چهارم نهایی و نیمه‌نهایی)، در مقر یوفا در نیون سوئیس مشخص شد.
| پاری سن ژرمن | ۰–۱   | بایرن مونیخ |
| ------------ | ----- | ----------- |
|              | گزارش | کومان ۵۹'   |

| پاری سن ژرمن | بایرن مونیخ |

| GK         | ۱  | کیلور ناواس             |     |     |
| RB         | ۴  | تیلو کرر                |     |     |
| CB         | ۲  | تیاگو سیلوا (c)         | '۸۳ |     |
| CB         | ۳  | پینل کیمپمبه            |     |     |
| LB         | ۱۴ | خوان برنات              |     | '۸۰ |
| CM         | ۲۱ | آندر هررا               |     | '۷۲ |
| CM         | ۵  | مارکینیوس               |     |     |
| CM         | ۸  | لئاندرو پاردس           | '۵۲ | '۶۵ |
| RF         | ۱۱ | آنخل دی ماریا           |     | '۸۰ |
| CF         | ۷  | کیلین ام‌باپه            |     |     |
| LF         | ۱۰ | نیمار                   | '۸۱ |     |
| تعویض‌ها:   |    |                         |     |     |
| GK         | ۱۶ | سرخیو ریکو              |     |     |
| GK         | ۳۰ | مارچین بووکا            |     |     |
| DF         | ۲۰ | لوین کروزوا             | '۸۶ | '۸۰ |
| DF         | ۲۲ | عبدو دیالو              |     |     |
| DF         | ۲۵ | میچل باکر               |     |     |
| DF         | ۳۱ | کولو داگبا              |     |     |
| MF         | ۶  | مارکو وراتی             |     | '۶۵ |
| MF         | ۱۹ | پابلو سارابیا           |     |     |
| MF         | ۲۳ | یولیان دراکسلر          |     | '۷۲ |
| MF         | ۲۷ | ادریسا گی               |     |     |
| FW         | ۱۷ | اریک ماکسیم چوپو-موتینگ |     | '۸۰ |
| FW         | ۱۸ | مائورو ایکاردی          |     |     |
| سرمربی:    |    |                         |     |     |
| توماس توخل |    |                         |     |     |

| GK         | ۱  | مانوئل نویر (c)  |       |     |
| RB         | ۳۲ | یزوا کیمیش       |       |     |
| CB         | ۱۷ | ژروم بواتنگ      |       | '۲۵ |
| CB         | ۲۷ | داوید آلابا      |       |     |
| LB         | ۱۹ | آلفونسو دیویس    | '۲۸   |     |
| CM         | ۶  | تیاگو آلکانترا   |       | '۸۶ |
| CM         | ۱۸ | لئون گورتزکا     |       |     |
| RW         | ۲۲ | سرژ گنابری       | '۵۲   | '۶۸ |
| AM         | ۲۵ | توماس مولر       | '۹۰+۴ |     |
| LW         | ۲۹ | کینگزلی کومان    |       | '۶۸ |
| CF         | ۹  | روبرت لواندوفسکی |       |     |
| تعویض‌ها:   |    |                  |       |     |
| GK         | ۲۶ | اسون اولریش      |       |     |
| GK         | ۳۹ | رون-توربن هافمن  |       |     |
| DF         | ۲  | آلوارو اودریزولا |       |     |
| DF         | ۴  | نیکلاس زوله      | '۵۶   | '۲۵ |
| DF         | ۵  | بنژامن پاوار     |       |     |
| DF         | ۲۱ | لوکا ارناندز     |       |     |
| MF         | ۸  | خاوی مارتینز     |       |     |
| MF         | ۱۰ | فیلیپه کوتینیو   |       | '۶۸ |
| MF         | ۱۱ | میکائیل کویزانس  |       |     |
| MF         | ۱۴ | ایوان پریشیچ     |       | '۶۸ |
| MF         | ۲۴ | کورنتا تولیسو    |       | '۸۶ |
| FW         | ۳۵ | جاشوا زیرکزی     |       |     |
| سرمربی:    |    |                  |       |     |
| هانسی فلیک |    |                  |       |     |

| بهترین بازیکن زمین: کینگزلی کومان (بایرن مونیخ) کمک داوران: لورنزو مانگانلی (ایتالیا) آلساندرو گیالاتینی (ایتالیا) داور چهارم: اوویدیو هاتگان (رومانی) کمک داور ویدئویی: ماسیمیلیانو ایراتی (ایتالیا) دستیار کمک داور ویدئویی: مارکو گویدا (ایتالیا) کمک داور ویدئویی آفساید: روبرتو دیاز پرز دل پالومار (اسپانیا) پشتیبان کمک داور ویدئویی: آلخاندرو هرناندز هرناندز (اسپانیا) | قوانین بازی - ۹۰ دقیقه وقت معمول - ۳۰ دقیقه وقت اضافه در صورت لزوم - ضربات پنالتی در صورت ادامه داشتن تساوی - ۱۲ بازیکن ذخیره - حداکثر پنج تعویض، و تعویض ششم در وقت اضافه |

## آمار بازی
| آمار            | پاری سن ژرمن | بایرن مونیخ |
| --------------- | ------------ | ----------- |
| گل(ها)          | ۰            | ۰           |
| شوت(ها)         | ۶            | ۵           |
| شوت در چهارچوب  | ۲            | ۱           |
| مهار توپ        | ۱            | ۲           |
| مالکیت توپ      | ۳۸٪          | ۶۲٪         |
| ضربه (های) کرنر | ۲            | ۲           |
| خطا(ها)         | ۸            | ۹           |
| آفساید          | ۱            | ۰           |
| کارت (های) زرد  | ۰            | ۱           |
| کارت (های) قرمز | ۰            | ۰           |

| آمار            | پاری سن ژرمن | بایرن مونیخ |
| --------------- | ------------ | ----------- |
| گل (های) زده    | ۰            | ۱           |
| شوت(ها)         | ۳            | ۷           |
| شوت در چهارچوب  | ۱            | ۱           |
| مهار توپ        | ۰            | ۱           |
| مالکیت توپ      | ۴۰٪          | ۶۰٪         |
| ضربه (های) کرنر | ۲            | ۲           |
| خطا(ها)         | ۸            | ۱۳          |
| آفساید          | ۱            | ۱           |
| کارت (های) زرد  | ۴            | ۳           |
| کارت (های) قرمز | ۰            | ۰           |

| آمار            | پاری سن ژرمن | بایرن مونیخ |
| --------------- | ------------ | ----------- |
| گل (های) زده    | ۰            | ۱           |
| شوت(ها)         | ۹            | ۱۲          |
| شوت در چهارچوب  | ۳            | ۲           |
| مهار توپ        | ۱            | ۳           |
| مالکیت توپ      | ۳۹٪          | ۶۱٪         |
| ضربه (های) کرنر | ۴            | ۴           |
| خطا(ها)         | ۱۶           | ۲۲          |
| آفساید          | ۲            | ۱           |
| کارت (های) زرد  | ۴            | ۴           |
| کارت (های) قرمز | ۰            | ۰           |

## پس از بازی
با این پیروزی، بایرن مونیخ ششمین قهرمانی خود در جام باشگاه‌های اروپا را کسب کرد تا در کنار لیورپول، پشت سر رئال مادرید با ۱۳ عنوان و میلان با ۷ عنوان در جایگاه سوم قرار بگیرد. از آنجایی که بایرن در بوندسلیگا و جام حذفی نیز قهرمان شده بود، توانست پس از فصل ۱۳–۲۰۱۲ دومین سه‌گانه اروپایی خود را به دست آورد. این نهمین سه‌گانه قهرمانی در اروپا بود و بایرن مونیخ دومین باشگاهی است که توانست پس از بارسلونا در فصل‌های ۰۹–۲۰۰۸ و ۱۵–۲۰۱۴، برای دومین بار آن را فتح کند. کینگزلی کومان بازیکن سابق پاری سن ژرمن که گل پیروزی‌بخش بایرن را به ثمر رساند، جایزه بهترین بازیکن زمین را از آن خود کرد. مانوئل نویر، دروازه‌بان بایرن، به عنوان بهترین بازیکن هفته لیگ قهرمانان اروپا انتخاب شد، در حالی که در طول بازی تنها با ۳ دفع توپ، دروازه‌اش را بسته نگه داشت. بایرن با کسب پیروزی در هر یازده مسابقه این فصل به اولین باشگاه با رکورد پیروزی کامل در هر رقابت اروپایی تبدیل شد. این چهاردهمین بار بود که یک باشگاه بدون شکست، لیگ قهرمانان اروپا را تصاحب می‌کند، و بایرن دهمین باشگاهی بود که موفق به این کار شد و این اتفاق از زمان قهرمانی منچستر یونایتد در فصل ۰۸–۲۰۰۷، برای اولین بار رخ داد. با این پیروزی، شش بازیکن از بایرن توانستند دومین عنوان قهرمانی خود را در جام باشگاه‌های اروپا کسب کنند که ۵ نفرشان از زمان قهرمانی باشگاه در فصل ۱۳–۲۰۱۲ لیگ قهرمانان بودند: دیوید آلابا، ژروم بواتنگ، خاوی مارتینز، توماس مولر و مانوئل نویر. در نتیجه این پنج نفر به هشت بازیکنی پیوستند که دو بار سه‌گانه اروپایی را به دست آورده‌اند: دنی آلوز، سرخیو بوسکتس، آندرس اینیستا، لیونل مسی، پدرو، جرارد پیکه و ژاوی با بارسلونا در دو فصل ۰۹–۲۰۰۸ و ۱۵–۲۰۱۴ و همچنین ساموئل اتوئو با بارسلونا در ۰۹–۲۰۰۸ و اینترمیلان در ۲۰۱۰–۲۰۰۹. تیاگو آلکانتارا تنها بازیکن دیگری از بایرن بود که پیش از این و در فصل ۱۱–۲۰۱۰ همراه با بارسلونا بار دیگر قهرمانی در لیگ قهرمانان را تجربه کرده بود. آلفونسو دیویز اولین بازیکن ملی‌پوش کانادایی است که قهرمانی در لیگ قهرمانان را به دست آورد.
شکست پاری سن ژرمن به این معنا بود که هفت تیمی که نخستین تجربه فینال را داشتند، پس از موفقیت بروسیا دورتموند در ۱۹۹۷، همگی در قهرمانی ناکام بودند، از جمله باشگاه لیگ یکی موناکو در فصل ۲۰۰۴. این شکست سبب شد تا مارسی، رقیب اصلی پاری سن ژرمن، تنها باشگاه فرانسوی باشد که توانسته در سال ۱۹۹۳ این جام را فتح کند. این بازی کم‌گل‌ترین فینال پس از فینال بدون گل (در ۹۰ دقیقه معمول) فصل ۲۰۰۳ بود و از زمان پیروزی ۱–۰ رئال مادرید برابر یوونتوس در سال ۱۹۹۸ نخستین فینالی بود که با این نتیجه به پایان رسید.
ناظران فنی یوفا پس از اتمام این رقابت‌ها، ۹ بازیکن از بایرن مونیخ را در فهرست تیم منتخب این فصل لیگ قهرمانان معرفی کردند: داوید آلابا، آلفونسو دیویز، سرژ گنابری، لئون گورتزکا، یزوا کیمیش، روبرت لواندوفسکی، توماس مولر، مانوئل نویر و تیاگو آلکانترا. برای پاری سن ژرمن، مارکینیوس، کیلین امباپه و نیمار در ترکیب قرار گرفتند.
بایرن همچنین به عنوان قهرمان، به مرحله گروهی لیگ قهرمانان اروپا در فصل ۲۱–۲۰۲۰ صعود کرد. از آنجا که بایرن از طریق قهرمانی خود در بوندسلیگا واجد شرایط این حضور بود، پس جایگاه رزرو شده به تیم آژاکس اعطا شد که رده نخست فصل نیمه‌تمام ۲۰–۲۰۱۹ از لیگ اردیویسه قرار داشت. فدراسیون هلند در رده یازدهم فهرست دسترسی فصل آینده لیگ قهرمانان قرار داشت.
پس از این باخت، هواداران پاری سن ژرمن با پلیس ضد شورش در پاریس از جمله در خیابان شانزلیزه و در نزدیکی پارک دو پرنس درگیر شدند. پس از استعمال گاز اشک‌آور توسط پلیس برای پراکنده کردن آنها، طرفداران ماشین‌ها را به آتش کشیدند، به پلیس حمله‌ور شدند و ساختمان‌های اطراف مورد هجوم آنها قرار گرفت.

### بینندگان
در فرانسه، این فینال از طریق TF1 از تلویزیون پخش شد و به‌طور متوسط ۱۱٬۱ میلیون بیننده داشت و این سومین فینال از لیگ قهرمانان اروپا پس از دو فینال ۱۹۹۳ و ۲۰۰۴ بود که تیمی از این کشور نیز در آن حضور داشت. این بازی همچنین از طریق RMC Sport به صورت زنده نشان داده شد، گرچه آماری از تعداد بینندگان خود ارائه نکردند. در آلمان، این مسابقه ۱۲٬۸ میلیون ببینده داشت، که حدود ۳۹٬۹٪ توسط ZDF و ۱٬۰۴ میلیون بیننده دیگر از طریق تلویزیون پولی Sky Deutschland، مسابقه را تماشا کردند.

## یادداشت
1. 1 2  سایر رقابت‌های باقی‌مانده از لیگ قهرمانان، که در پی شیوع ویروس کرونا به تعویق افتاده بودند، در ماه اوت و در دو ورزشگاه استادیو دا لوز و ژوزه آلوالاد در شهر لیسبون از کشور پرتغال و بدون حضور تماشاگران برگزار شدند.[۷۳]
2. ↑  بازی سوپر جام اروپا ۲۰۲۰، بین دو تیم بایرن مونیخ و سویا پس از آنکه با گل‌های گورتزکا برای بایرن و اوکامپوس برای سویا در وقت‌های معمول به تساوی کشید، وارد وقت‌های اضافه شد که تک‌گل مارتینز در دقیقه '۱۰۴ سوپرجام را از آن بایرن کرد.
3. ↑  در سهمیه‌بندی فدراسیون‌ها برای لیگ قهرمانان اروپا ۲۱–۲۰۲۰، هلند در رده یازدهم قرار داشت که در نتیجه این سهمیه به آژاکس تیم صدرنشین از لیگ نیمه‌تمام اردیویسه ۲۰–۲۰۱۹ (به علت شیوع کروناویروس) اعطا شد.
4. ↑  بایرن مونیخ نخستین سه‌گانه اروپایی خود را در فصل ۱۳–۲۰۱۲، پس از قهرمانی در لیگ و جام حذفی، با پیروزی ۲–۱ در فینال لیگ قهرمانان اروپا ۲۰۱۳ مقابل بروسیا دورتموند به دست آورده بود.
5. ↑  هر تیم تنها سه فرصت داشت تا تعویض انجام دهد، بعلاوه فرصت چهارم در وقت‌های اضافه. به استثنای تعویض‌هایی که در وقت استراحت قبل از شروع وقت‌های اضافی و در نیمه استراحت بین دو وقت اضافه انجام می‌شود.

## ویکی‌منبع
- مشارکت‌کنندگان ویکی‌پدیا. «2020 UEFA Champions League Final». در دانشنامهٔ ویکی‌پدیای انگلیسی.